# سيد صادق (مدينة)
سيد صادق (بالكردية: سەید سادق) وهي إحدى مدن محافظة السليمانية في العراق ضمن إقليم كردستان، وهي مركز قضاء سيد صادق، ويصنفها الإقليم ضمن محافظة حلبجة.